# Wyocena (Wisconsin)
Wyocena – miasto w Stanach Zjednoczonych, w stanie Wisconsin, w hrabstwie Columbia.